# Rovine di un vecchio mulino, Grandcamp
Rovine di un vecchio mulino, Grandcamp (Ruines à Grandcamp) è un dipinto a olio su tavola (16x24,8 cm) realizzato nel 1885 dal pittore Georges-Pierre Seurat.
È conservato nel Musée d'Orsay di Parigi.